# Algernon Sidney Paddock

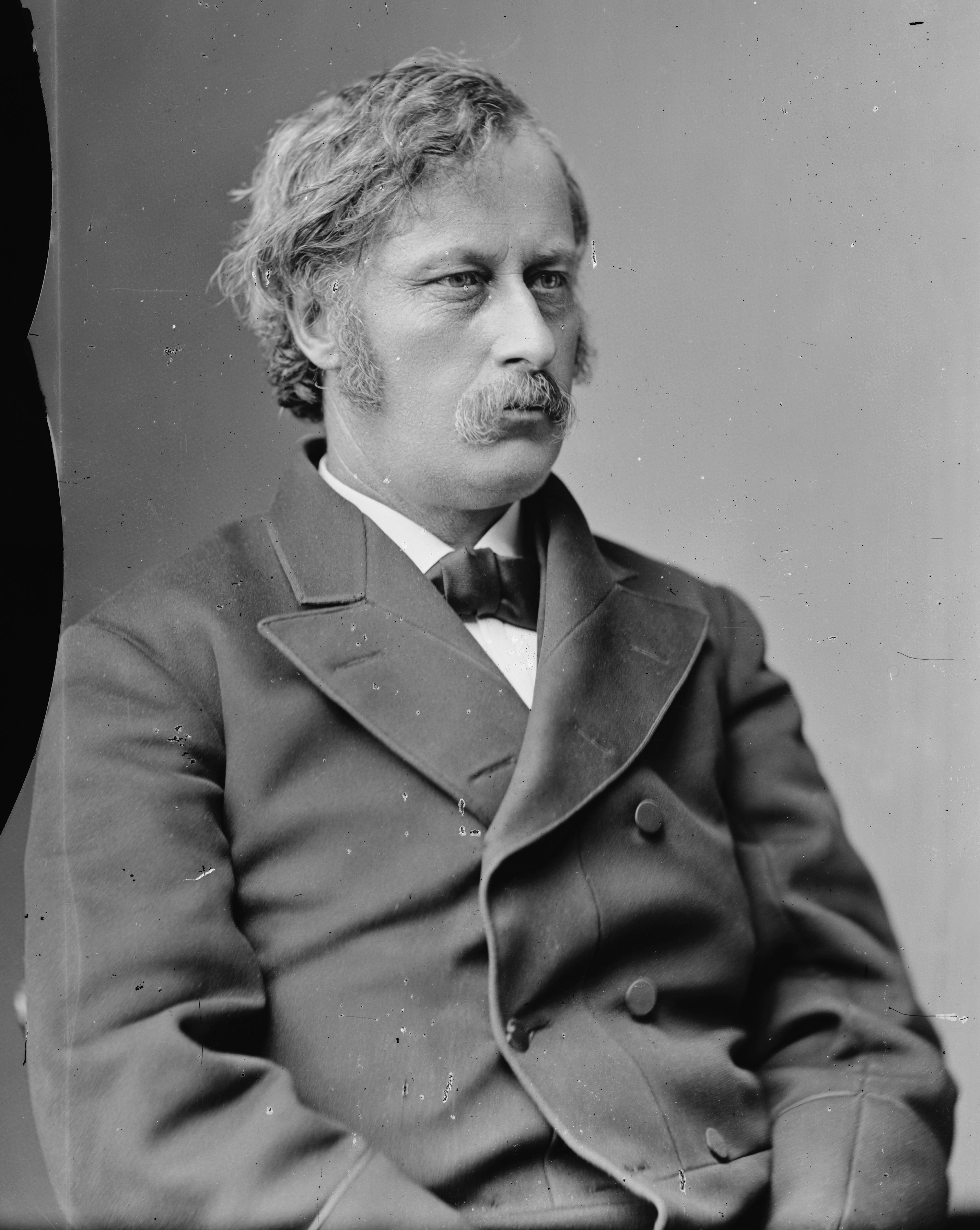
Algernon Paddock

Algernon Sidney Paddock (* 9. November 1830 in Glens Falls, Warren County, New York; † 17. Oktober 1897 in Beatrice, Nebraska) war ein US-amerikanischer Politiker und Senator der Vereinigten Staaten aus Nebraska.

## Leben
Sein Vater Ira Alden Paddock war ein angesehener Anwalt. Paddock selbst besuchte die Glens Falls Academy und später das Union College in Schenectady, um Rechtswissenschaft zu studieren. 1856 zog er in den Bundesstaat Nebraska, wo er sich in der Nähe von Fort Calhoun eine Farm kaufte. Die meiste Zeit lebte er jedoch in Omaha, wo er in den Jahren 1858 und 1859 Mitherausgeber des Nebraska Republican (später Omaha Republican) war und seinen Beruf als Anwalt ausübte. Einen Platz im Repräsentantenhaus des Nebraska-Territoriums konnte er 1858 zunächst nicht einnehmen. Am 22. Dezember 1859 heiratete er Emma Lucinda Mack, mit der er fünf Kinder hatte.

## Politische Karriere
Paddock war 1859 maßgeblich an der Bildung der Republikanischen Partei in Nebraska beteiligt und schon 1860 nahm er an der Republican National Convention teil, bei der Abraham Lincoln als Präsidentschaftskandidat nominiert wurde. Für diesen betrieb er Wahlkampf sowohl in Nebraska als auch in seinem Heimatstaat New York. 1861 wurde er von Lincoln, vermutlich über Beziehungen zu ihrem gemeinsamen Freund William H. Seward, zum Verwalter des Nebraska-Territoriums (Secretary of the Nebraska Territory) ernannt. In seiner Amtsperiode, die bis zur Staatsgründung Nebraskas im Jahre 1867 andauerte, war Algernon Paddock in der Organisation des Ersten und Zweiten Freiwilligenverbandes im Sezessionskrieg involviert und fungierte vom 6. bis zum 15. Mai 1861 als stellvertretender Gouverneur von Alvin Saunders. Er verlor sowohl das Rennen um einen Platz im 40. Kongress der Vereinigten Staaten im Jahr 1866, sowie die Wahl zum Senator Nebraskas ein Jahr später. Das Angebot Andrew Johnsons, Gouverneur des Wyoming-Territoriums zu werden, lehnte Paddock 1868 ab, da er dort nicht genügend Finanzmittel sah, um die Ausgaben der Territoriums-Regierung zu decken.
1874 zog er nach Beatrice, wo er sich landwirtschaftlichen Problemen widmete. 1875 gelang ihm der Einzug in den US-Senat, wo er in den Jahren 1877 und 1878 Vorsitzender des Agrar-Ausschusses war. 1881 wurde er von Charles Van Wyck als Senator abgelöst und übernahm bis 1886 Aufgaben in der Gesetzgebung im Utah-Territorium unter US-Präsident Chester A. Arthur. Bei den nächsten Wahlen gelang es Paddock seinerseits, Van Wyck abzulösen und er trat seine zweite Amtszeit (vom 4. März 1887 bis zum 3. März 1893) als Senator an. Während dieser Zeit wurden 328 von ihm eingebrachte und unterstützte Vorschläge zu Gesetzen erhoben. Er übernahm im Folgenden den Vorsitz des Committee on the Improvement of the Mississippi River and Its Tributaries, sowie des Forst- und Agrar-Ausschusses. Nach seiner Amtszeit widmete sich Paddock bis zu seinem Tod Börsengeschäften.

## Tod und Vermächtnis
Algernon Sidney Paddock starb am 17. Oktober 1897 in Beatrice und wurde auf dem Prospect Hill Cemetery in Omaha beigesetzt. Noch heute sind das Hotel („Paddock-Kensington“), eine Grundschule („Paddock Lane Elementary“) und jeweils ein Township im Gage County und im Holt County in Nebraska nach ihm benannt. Er setzte sich zu Lebzeiten als überzeugter Republikaner gegen den Sezessionskrieg ein und brachte viele Gesetzentwürfe im Senat ein, von denen einige aus heutiger Sicht auch umstritten sind. Am 15. August 1876 wurde ein Gesetz auf seine Vorlage hin verabschiedet, das den Verkauf von Land, das zu den Reservationen der Otoe-Indianern gehörte, besiegelte. Diese mussten nach Oklahoma umsiedeln.